# Brug 297
Brug 297 is een vaste brug in Amsterdam-Centrum.
Ze is gelegen in de oostelijke kade van de Geldersekade en voert over de Recht Boomssloot. Rondom de brug, sinds 1995 zelf een gemeentelijk monument, staat zowel aan de kade als aan de sloot een aantal gemeentelijke en rijksmonument. Het bekendste gebouw in de omgeving van de brug is echter De Waag, ongeveer 50 meter ten zuidwesten van de brug.
Op de kaart van Jacob van Deventer uit 1560 (gemaakt voor koning Philips II van Spanje) zijn de contouren van de kade en sloot wel zichtbaar en er is een oeververbinding, maar waarschijnlijk een aarden wal. Toen Pieter Bast zijn plattegrond afgaf in 1599 is hier een ophaalbrug ingetekend. Een afgemeerde schip met hoge mast laat zien dat er in iedere geval een beweegbare brug moest liggen. Ook Gerrit de Broen tekende een dergelijke brug in op zijn kaart van 1737. Jan ten Compe legde die brug vast in een tekening rond 1743, Jan de Beijer volgde niet veel later. Weer een eeuw later volgde Johan Rieke.
Tot 1884 lag hier een ijzeren ophaalbrug naar een ontwerp van stadsarchitect Bastiaan de Greef van de Dienst der Publieke Werken. Die brug werd nog een aantal jaren gebruikt als brug 142 (1884-1908). In 1884 werd hier een vaste brug neergelegd waarvan het ontwerp van dezelfde man kwam al dan niet in samenwerking met Willem Springer. Een nieuwe brug was nodig omdat deze oostelijke kade aanzienlijk verbreed werd. Het werd een ijzeren liggerbrug met balustrades die aan de bruggen 295 en 296 doet denken met haar vakwerkmotief. Opvallend daaraan is de afwisseling in balusters van volumineus tot slank. In 1904 is de brug acht weken gesloten voor verkeer, waarschijnlijk moest de brug verstevigd worden in verband met de komst van de elektrische tram, op latere foto’s zijn tramrails te zien. Tranmlijnen 8 (1905-1942), 26 (1946-1948) en 11 (1946-1955) hebben over de brug gereden. In tegenstelling tot andere bruggen uit die tijd heeft de brug ook al een wegdek van klinkers. In 1965 is het wegdek hier nog vernieuwd. En ook in latere tijden is het wegdek steeds aangepast aan de verkeersstromen. De landhoofden zijn daarbij vermoedelijk eind 20e, begin 21e eeuw nog gerestaureerd (tussen 1988 en 2004 kwam er een gescheiden fietspad aan de westkant van de brug te liggen). Als er in 2017 foto’s worden gemaakt zijn die landhoofden wit uitgeslagen van de zoutschade, die in de laat jaren tachtig van de 20e eeuw nog niet zichtbaar is. 
De brug had tot april 2016 de bijnaam Gelderschebrug, verwant aan de kade. In die maand schrapte de gemeente alle officieuze en bijnamen van bruggen. Sindsdien gaat ze alleen met haar brugnummer door het leven.

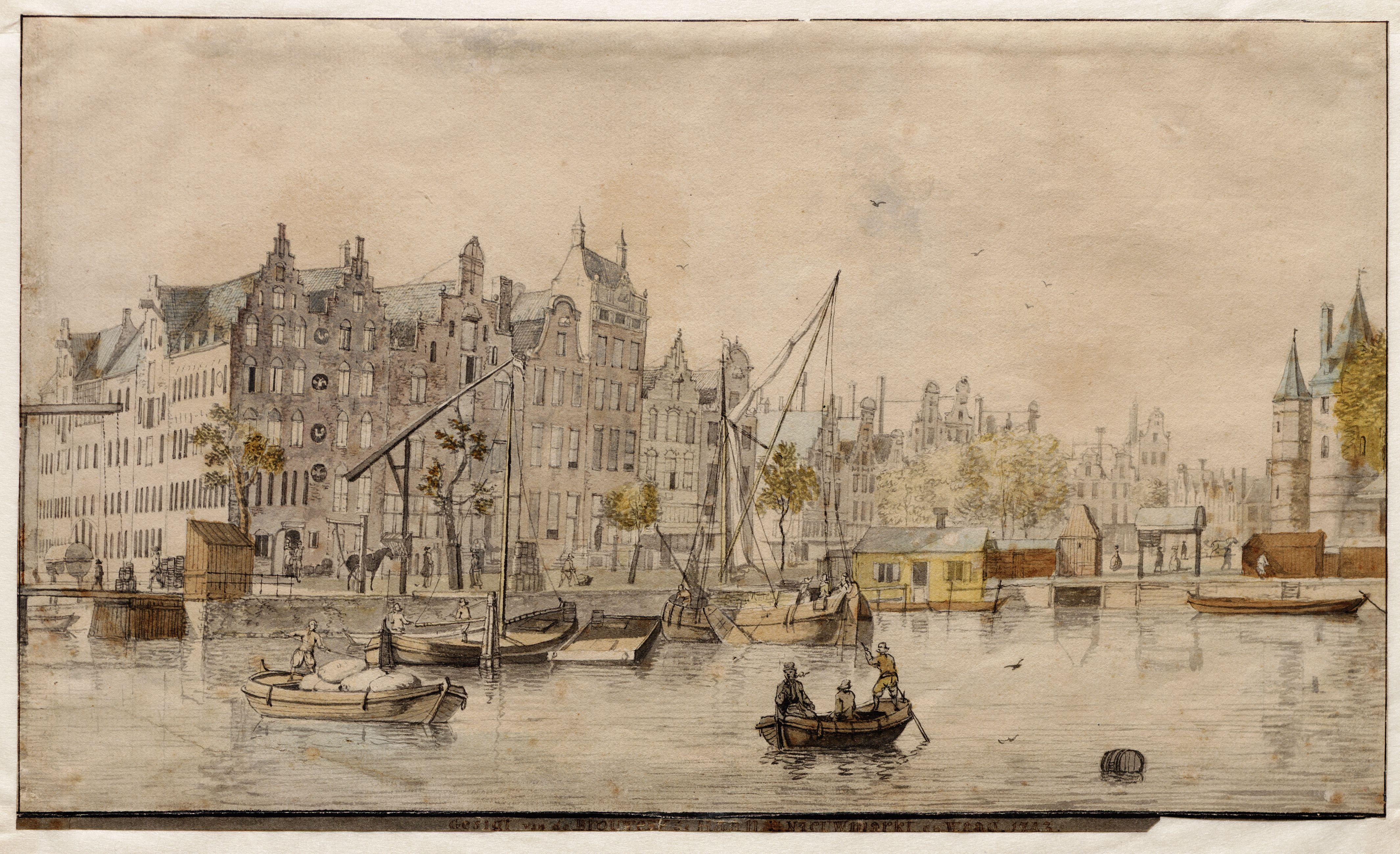
Jan ten Compe (circa 1743)
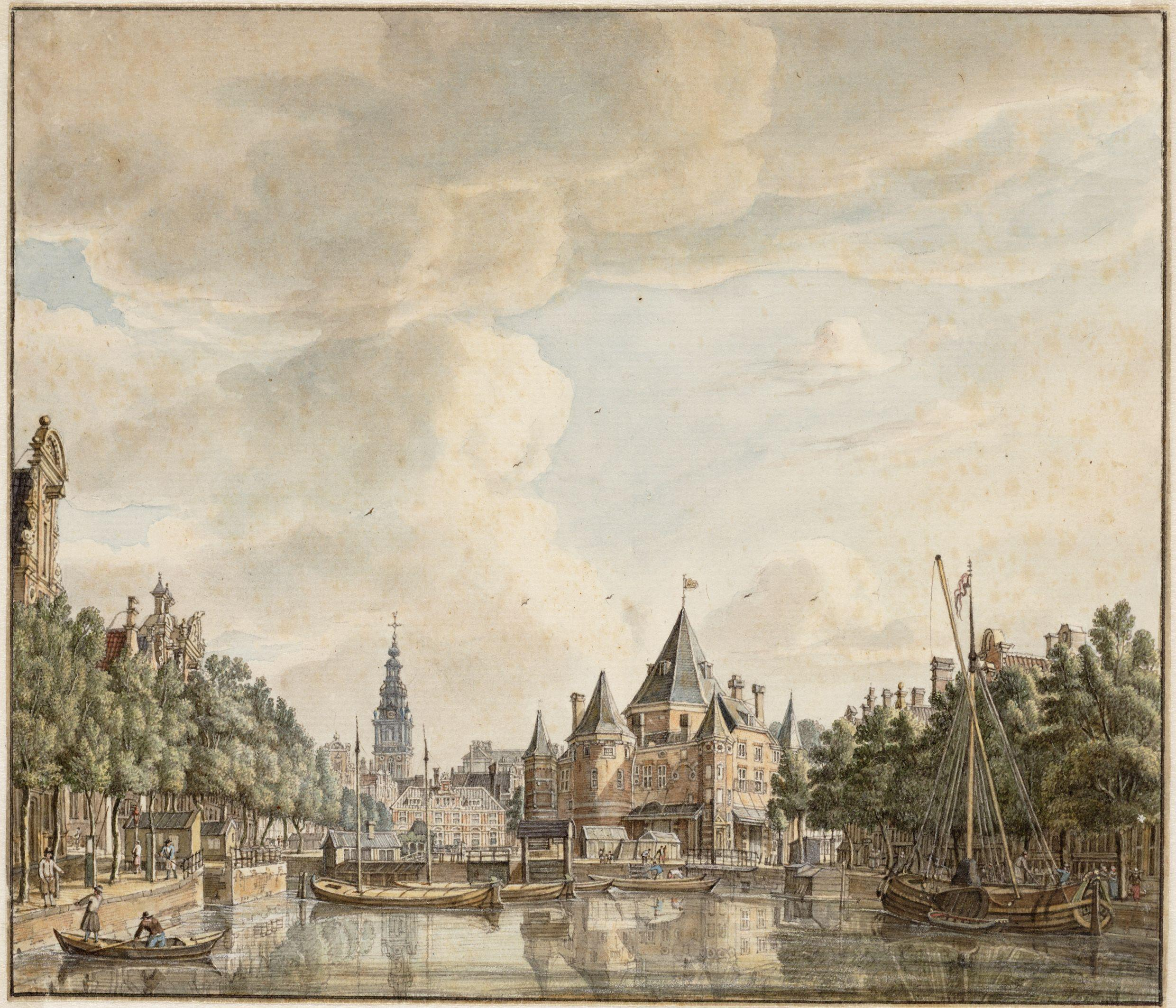
Jan de Beijer (circa 1766)
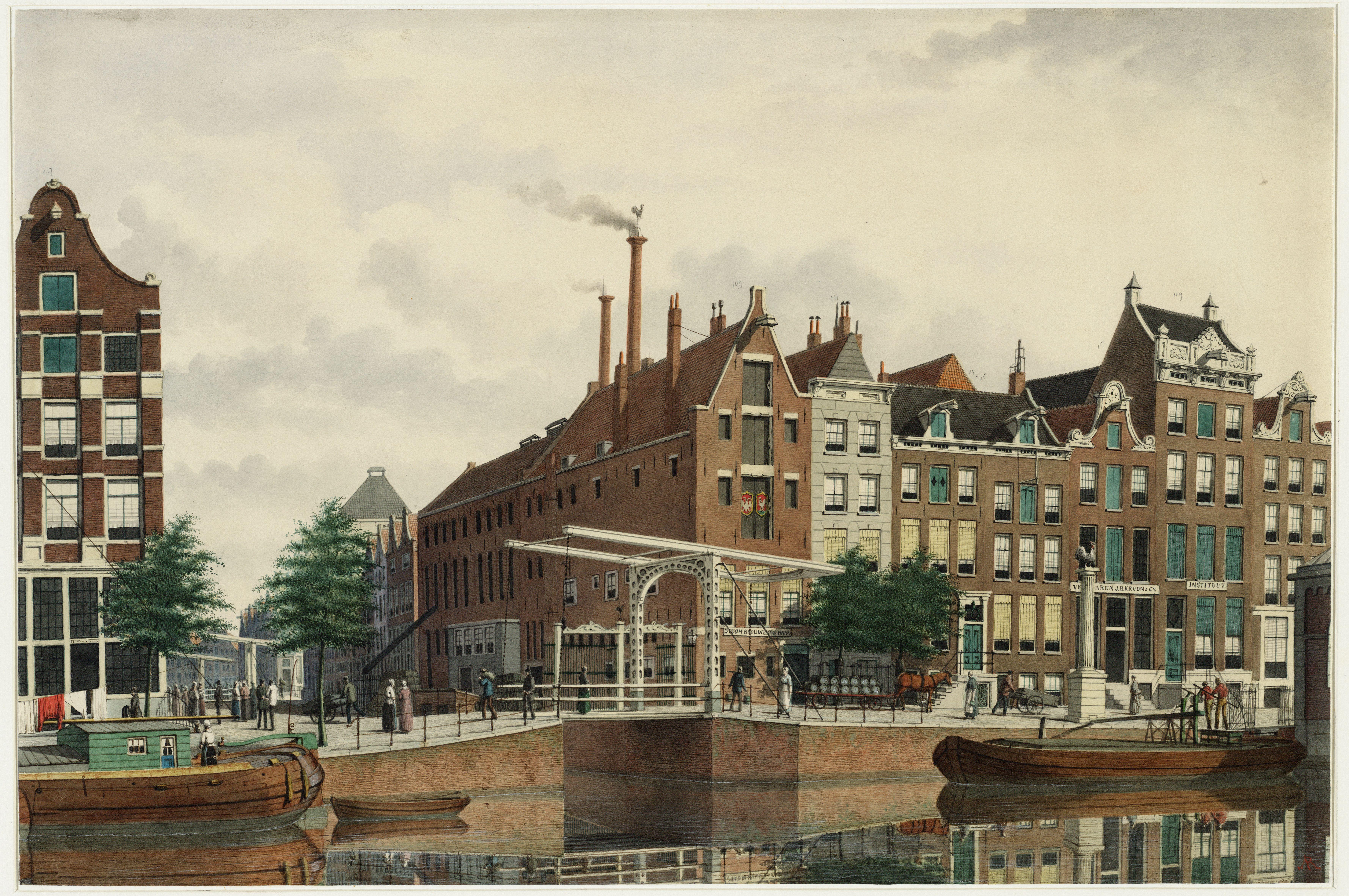
Johan Rieke (circa 1888)

<<< · 200 · 201 · 202 · 203 · 204 · 205 · 206 · 207 · 208 · 209 ·  210 · 211 · 212 · 213 · 214 · 215 · 216 · 217 · 218 · 220 · 221 · 222 · 223 · 224 · 225 · 226 · 227 · 228 · 228P · 229 · 230 · 231 · 232 · 233 · 234 · 235 · 236 · 237 · 238 · 239 ·  240 · 241 · 242 · 243 · 244 · 245 · 246 · 247 · 248 · 249 ·  250 · 251 · 252 · 253 · 254 · 255 · 256 · 257 · 258 · 259 · 260 · 261 · 262 · 263 · 264 · 265 · 266 · 267 · 270 · 271 · 272 · 273 · 274 · 275 · 277 · 278 · 279 · 280 · 281 · 283 · 285 · 286 · 287 · 288 · 289 · 290 · 291 · 292 · 293 · 295 · 296 · 297 · 298 · 299 · >>>
Brugnummers 219, 268, 269, 276, 282, 284, 294 zijn niet (meer) in omloop.